# アレナ・ペルナンブーコ
アレナ・ペルナンブーコ（ポルトガル語: Itaipava Arena Pernambuco）、またはシダヂ・ダ・コパは、ブラジルのペルナンブーコ州レシフェ郊外、サン・ロレンソ・ダ・マタに位置するスタジアムである。
FIFAコンフェデレーションズカップ2013と2014 FIFAワールドカップを開催され、大会後はクルーベ・ナウチコ・カピバリベのホームスタジアムとして利用される。
FIFAコンフェデレーションズカップ2013ではイタリア代表VS日本代表など3試合が行われた。

## 概要
レシフェ中心部から15km程の距離に位置し、スタジアムだけでなく大学のキャンパスやホテルやコンベンションセンターに加え商業、住宅ユニットやショッピングセンター、映画館、バー、レストランを持つ大規模な複合施設を持つように設計されている。
これらのエンターテイメント施設は、アメリカのカリフォルニア州・ロサンゼルスのステイプルズ・センターやイギリスのロンドンのThe O2などを運営するアメリカのアンシュッツ・エンターテイメント・グループに委託されることになっている。

## FIFAコンフェデレーションズカップ2013
| 日時    | 時間(UTC-3) | チーム#1   | 結果 | チーム#2   | ラウンド  | 観衆   |
| ------- | ----------- | ---------- | ---- | ---------- | --------- | ------ |
| 6月16日 | 19:00       | スペイン   | 2-1  | ウルグアイ | グループB | 41,705 |
| 6月19日 | 19:00       | イタリア   | 4-3  | 日本       | グループA | 40,489 |
| 6月23日 | 16:00       | ウルグアイ | 8-0  | タヒチ     | グループB | 22,047 |

## 2014 FIFAワールドカップ
| 日時    | 時間(UTC-3) | チーム#1         | 結果      | チーム#2   | ラウンド    | 観衆   |
| ------- | ----------- | ---------------- | --------- | ---------- | ----------- | ------ |
| 6月14日 | 22:00       | コートジボワール | 2-1       | 日本       | Group C     | 40,267 |
| 6月20日 | 13:00       | イタリア         | 0-1       | コスタリカ | Group D     | 40,285 |
| 6月23日 | 17:00       | クロアチア       | 1-3       | メキシコ   | Group A     | 41,212 |
| 6月26日 | 13:00       | アメリカ合衆国   | 0-1       | ドイツ     | Group G     | 41,876 |
| 6月29日 | 17:00       | コスタリカ       | 1–1 (5–3) | ギリシャ   | Round of 16 | 41,242 |